# Ateneu Ordalenc
L'Ateneu Ordalenc és una associació cultural de la població d'Ordal, al municipi de Subirats, a l'Alt Penedès. Es troba en plena avinguda de Barcelona al poble d'Ordal. És la principal entitat del poble i l'epicentre cultural d'aquest.

## Història
L'Ateneu Ordalenc té la seu a l'edifici de l'Ateneu d'Ordal. Es va inaugurar el dia 24 de gener de 1928 amb el nom de Centro Ordalense en plena dictadura de Primo de Rivera. El mateix any es va formar la primera junta de govern de l'Ateneu, sota la presidència de Joan Vendrell Raventós.
L'Ateneu estava constituït per un nombre d'ordalencs que n'eren socis. Per ser soci de l'Ateneu s'havia de satisfer una quota de 50 pessetes en metàl·lic i 50 pessetes més en treballs diversos. El mes de setembre de l'any 1929 els socis varen decidir de llogar el bar-cafè de l'entitat.
Des de l'any 1963 tots els esdeveniments recreatius i culturals del poble es realitzen en exclusiva a l'Ateneu, això bé donat pel tancament definitiu del Centre Parroquial. El gener del 1964 es va instal·lar una màquina de cinema per tal de projectar pel·lícules al local de l'entitat.